# Vehicul militar blindat

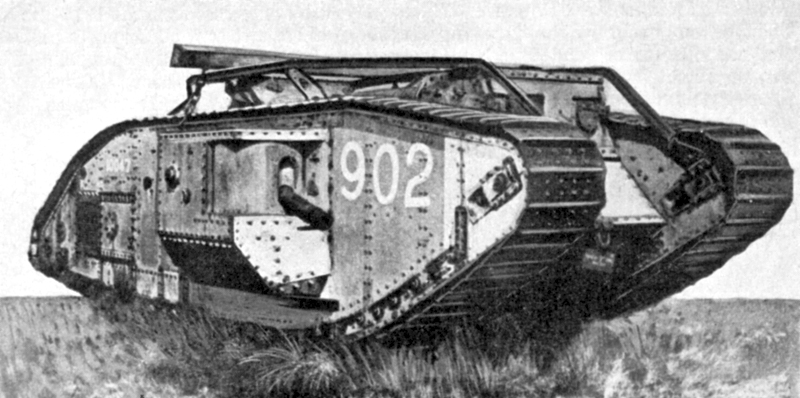
Tanc Mark V* din Primul Război Mondial de origine britanică

Un vehicul militar blindat (VBL) este un vehicul de luptă armat protejat de armuri, care combină, în general, mobilitatea operațională cu capacitățile ofensive și defensive. VBL-urile pot fi cu roți sau șenilate. Tancul principal de luptă, mașinile blindate, armele autopropulsate blindate și transportor blindat pentru trupe sunt toate exemple de Vehicul militare blindate.
Vehicul militare blindate sunt clasificate în funcție de rolul prevăzut pe câmpul de luptă și caracteristicile lor. Clasificările nu sunt absolute; două țări pot clasifica același vehicul în mod diferit, iar criteriile se schimbă în timp. De exemplu, transportor blindat pentru trupe relativ ușor au fost înlocuiți în mare parte de mașină de luptă a infanteriei cu armament mult mai greu într-un rol similar.
Modelele de succes sunt deseori adaptate la o mare varietate de aplicații. De exemplu, MOWAG Piranha, concepută inițial ca APC, a fost adaptată pentru a ocupa numeroase roluri, cum ar fi un mortier automotor, o mașină de luptă a infanteriei și un tun de asalt .

## Legături externe
- US Wheeled armoured fighting vehicles